# Red Bud (Illinois)
Red Bud es una ciudad ubicada en el condado de Randolph en el estado estadounidense de Illinois. En el Censo de 2010 tenía una población de 3698 habitantes y una densidad poblacional de 580,88 personas por km².

## Geografía
Red Bud se encuentra ubicada en las coordenadas 38°12′30″N 90°00′00″O / 38.20833, -90.00000. Según la Oficina del Censo de los Estados Unidos, Red Bud tiene una superficie total de 6.37 km², de la cual 6.31 km² corresponden a tierra firme y (0.94%) 0.06 km² es agua.

## Demografía
Según el censo de 2010, había 3698 personas residiendo en Red Bud. La densidad de población era de 580,88 hab./km². De los 3698 habitantes, Red Bud estaba compuesto por el 98.4% blancos, el 0.22% eran afroamericanos, el 0.05% eran amerindios, el 0.54% eran asiáticos, el 0% eran isleños del Pacífico, el 0.11% eran de otras razas y el 0.68% pertenecían a dos o más razas. Del total de la población el 1.08% eran hispanos o latinos de cualquier raza.